# العلاقات التوفالية السيشلية
العلاقات التوفالية السيشلية هي العلاقات الثنائية التي تجمع بين توفالو وسيشل.

## مقارنة بين البلدين
هذه مقارنة عامة ومرجعية للدولتين:
| وجه المقارنة                                              | توفالو                         | سيشل                                                |
| --------------------------------------------------------- | ------------------------------ | --------------------------------------------------- |
| المساحة (كم2)                                             | 26                             | 459                                                 |
| عدد السكان (نسمة)                                         | 11.19 ألف                      | 95.84 ألف                                           |
| الكثافة السكانية (ن./كم²)                                 | 43.04 ألف                      | 20.88 ألف                                           |
| العاصمة                                                   | فونافوتي                       | فيكتوريا                                            |
| اللغة الرسمية                                             | اللغة التوفالوية، لغة إنجليزية | لغة فرنسية، لغة إنجليزية، اللغة الكريولية السيشيلية |
| العملة                                                    | دولار توفالو                   | روبية سيشلية                                        |
| الناتج المحلي الإجمالي (بليون دولار)                      | 39.73 مليون                    | 1.49 مليار                                          |
| الناتج المحلي الإجمالي (تعادل القوة الشرائية) بليون دولار | 38.93 مليون                    | 2.54 مليار                                          |
| الناتج المحلي الإجمالي الاسمي للفرد دولار أمريكي          | 3.29 ألف                       | 15.48 ألف                                           |
| الناتج المحلي الإجمالي للفرد دولار أمريكي                 | 3.77 ألف                       | 26.42 ألف                                           |
| مؤشر التنمية البشرية                                      |                                | 0.772                                               |
| رمز المكالمات الدولي                                      | +688                           | +248                                                |
| رمز الإنترنت                                              | .tv                            | .sc                                                 |
| المنطقة الزمنية                                           | ت ع م+12:00                    | ت ع م+04:00                                         |

## منظمات دولية مشتركة
يشترك البلدان في عضوية مجموعة من المنظمات الدولية، منها:
| علم المنظمة | اسم المنظمة                                 | تاريخ انضمام توفالو | تاريخ انضمام سيشل |
| ----------- | ------------------------------------------- | ------------------- | ----------------- |
|             | يونسكو                                      | 21 أكتوبر 1991      | 18 أكتوبر 1976    |
|             | مجموعة دول أفريقيا والكاريبي والمحيط الهادئ | ?                   | ?                 |
|             | الأمم المتحدة                               | 5 سبتمبر 2000       | 21 سبتمبر 1976    |
|             | دول الكومنولث                               | ?                   | 1976              |
|             | الاتحاد البريدي العالمي                     | ?                   | ?                 |
|             | البنك الدولي للإنشاء والتعمير               | 24 يونيو 2010       | 29 سبتمبر 1980    |
|             | الاتحاد الدولي للاتصالات                    | 15 أغسطس 1996       | 17 سبتمبر 1999    |
|             | منظمة حظر الأسلحة الكيميائية                | ?                   | 29 أبريل 1997     |
|             | تحالف الدول الجزرية الصغيرة                 | ?                   | ?                 |

## وصلات خارجية
- موقع وزارة الخارجية السيشلية